# Odontocera virgata
Odontocera virgata là một loài bọ cánh cứng trong họ Cerambycidae.